# ISO 3166-2:YE

Gouvernements des Jemen

Die Liste der ISO-3166-2-Codes für den Jemen enthält die Codes für die 20 Gouvernements und den Hauptstadtbezirk.

Die Codes bestehen aus zwei Teilen, die durch einen Bindestrich voneinander getrennt sind. Der erste Teil gibt den Landescode gemäß ISO 3166-1 (für den Jemen YE), der zweite den Code für das Gouvernement wieder.
Die aktuellen Codes stehen auf der Seite der ISO unter #iso:code:3166:YE zur Verfügung.

| Kreis                      | Code  |
| -------------------------- | ----- |
| Abyan                      | YE-AB |
| ad-Dāliʿ                   | YE-DA |
| al-Baidā'                  | YE-BA |
| al-Hudaida                 | YE-HU |
| al-Dschauf                 | YE-JA |
| al-Mahra                   | YE-MR |
| al-Mahwīt                  | YE-MW |
| ʿAdan                      | YE-AD |
| ʿAmrān                     | YE-AM |
| Dhamār                     | YE-DH |
| Hadramaut                  | YE-HD |
| Haddscha                   | YE-HJ |
| Ibb                        | YE-IB |
| Lahidsch                   | YE-LA |
| Ma'rib                     | YE-MA |
| Raima                      | YE-RA |
| Sanaa (Hauptstadtdistrikt) | YE-SA |
| Sanaa (Gouvernement)       | YE-SN |
| Saʿda                      | YE-SD |
| Schabwa                    | YE-SH |
| Sokotra                    | YE-SU |
| Taʿizz                     | YE-TA |